# De vijfde Beatle
De band The Beatles bestond uit John Lennon, Paul McCartney, George Harrison, en Ringo Starr. De titel De Vijfde Beatle is in de loop van de tijd toegekend aan verschillende mensen die ofwel ooit lid waren van The Beatles ofwel een sterke binding hadden met "The Fab Four".

## Vroege groepsleden
Voordat ze beroemd werden bestonden The Beatles werkelijk, zij het gedurende korte tijd, uit vijf leden, dus was er werkelijk een "vijfde Beatle". Dit was basgitarist Stuart Sutcliffe, die in 1962 uit de band stapte en kort daarna overleed aan een hersenbloeding. Ook drummer Pete Best, vervangen door Ringo Starr toen de band een platencontract kreeg, wordt vaak als "vijfde Beatle" aangeduid.
Leden van eerdere bands waarvan Beatle-leden deel uitmaakten (o.a. The Quarrymen) zoals Pete Shotton, Colin Hanton, Len Garry, Eric Griffiths en Rod Davis of ieder van de tijdelijke Beatle-drummers (o.a. Tommy Moore) worden eveneens in dit verband genoemd.

## George Martin (producer)

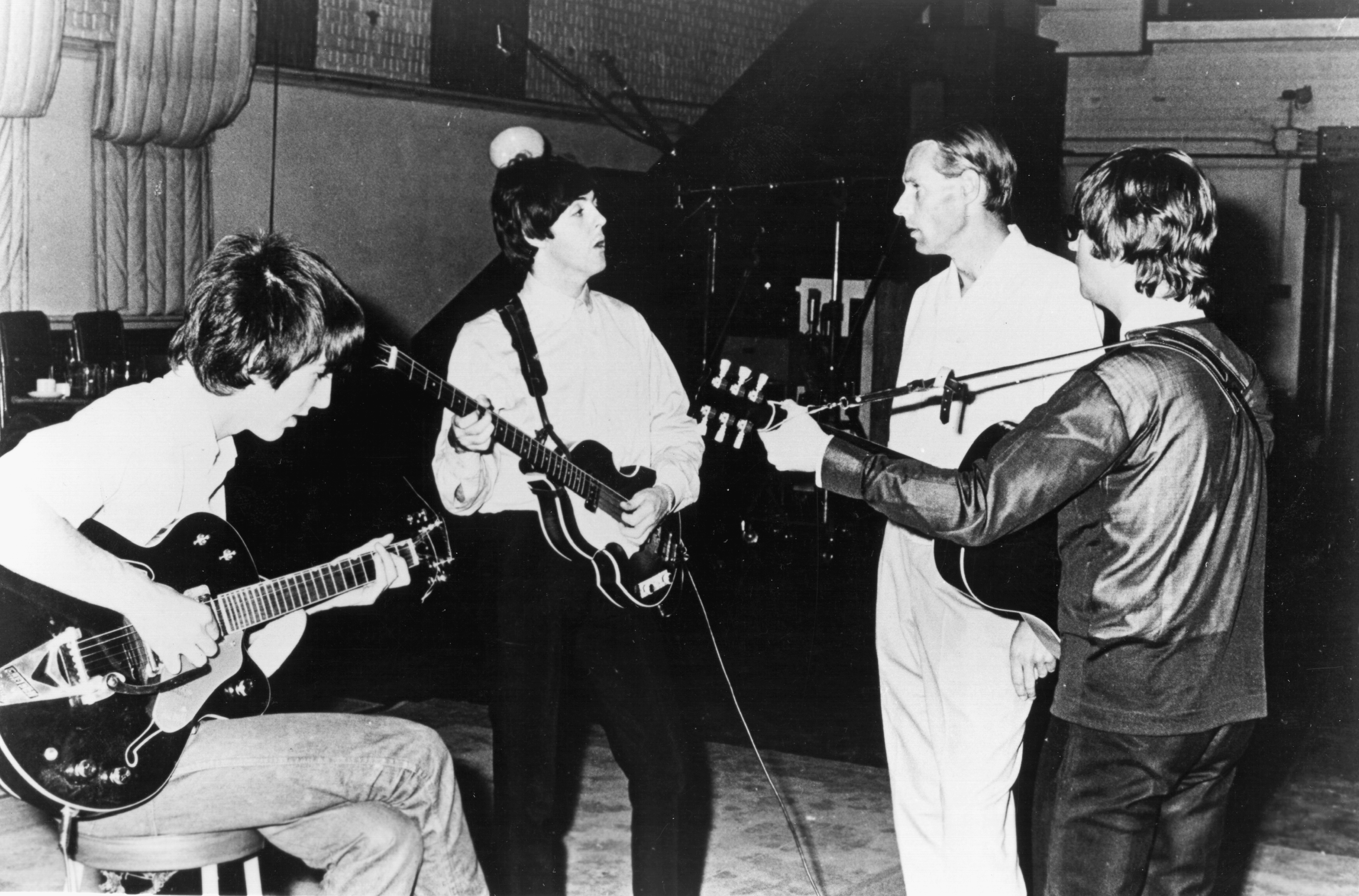
George Martin (tweede van rechts) met George, Paul en John

Vaak wordt de titel "Vijfde Beatle" gebruikt voor George Martin die bijna alle Beatles-platen produceerde en die verantwoordelijk was voor de muziek van de film Yellow Submarine en de arrangementen voor strijkers- en blazerspartijen van bijna alle nummers waaronder het veelgeprezen "Eleanor Rigby", met een beroemde uitzondering voor de her-productie van het Let It Be album waarvoor Phil Spector verantwoordelijk is.
Martin, door zijn grondige muzikale opleiding aan de Guildhall School of Music en zijn vakkundige leiderschap in de studio, was van groot belang voor de successen van The Beatles. Hij was verantwoordelijk voor de transformatie van een goede rock-and-rollgroep naar de meest invloedrijke pop-band van hun tijd.
Martin zelf speelt piano op verschillende nummers, waaronder "Misery" en "In My Life", en de elektrische klavecimbel op Because.
George Martin overleed op 8 maart 2016 op 90-jarige leeftijd.

## Billy Preston (pianist)
Pianist Billy Preston was de enige artiest die naast The Beatles genoemd wordt op een Beatles-single, namelijk "Get Back". Ook speelde Preston keyboard op "Let It Be" en "Don't Let Me Down".
Hij maakte kennis met The Beatles in het begin van de jaren zestig maar speelde pas in 1969 voor het eerst met hen samen toen Harrison hem uitnodigde voor opnamesessies met als doel spanningen in de band weg te nemen.
Lennon stelde ooit voor om Preston lid van de band te maken maar dit werd door de anderen tegengehouden omdat de band toch al op het punt van springen stond.
Hierbij moet worden opgemerkt dat hij op de hoes van "Let it Be" vermeld staat als "met Billy Preston" ("with Billy Preston") waarmee hij duidelijk wordt neergezet als geen groepslid, maar meteen ook onderscheiden van de overige studiosessiespelers.
Om hem te onderscheiden van de gewone controverse over wie nu "De Vijfde Beatle" is wordt hij ook wel aangeduid als "De Zwarte Beatle".

## Jimmie Nicol (drummer)

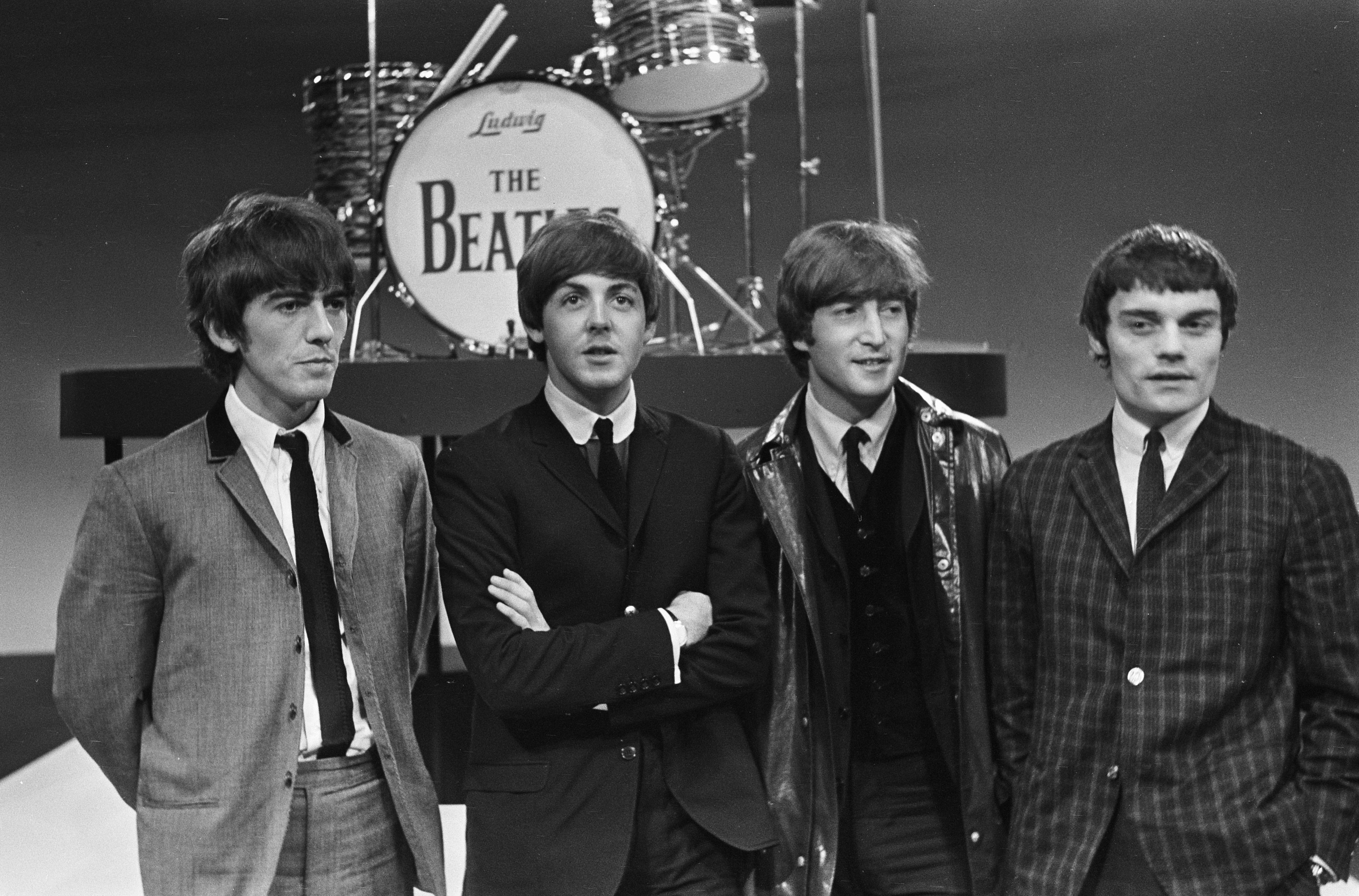
The Beatles met Jimmie Nicol (rechts)

Gedurende de tournee van 1964 werd Ringo ziek en dreigden de Nederlandse en Deense concerten te worden afgezegd. In plaats daarvan werd drummer Jimmie Nicol ingehuurd gedurende Ringo's herstel. In zijn boek The Beatles in the Beginning, geschreven door fotograaf Harry Benson, zegt deze: "John was aardig tegen Nicol, Paul wisselvallig en George mocht hem gewoon niet en vond dat hij te opdringerig was".
George en Ringo waren goede vrienden en Ringo voelde zijn positie bedreigd, ook al was de vervanging slechts voor een klein deel van de tournee.
Nicol maakte goed gebruik van zijn verblijf in de bekendste band. Hij gaf vele interviews en handtekeningen en was zeker een goede drummer. Er waren geruchten dat Ringo blijvend zou worden vervangen maar uiteindelijk werd Jimmie niet door de groep geaccepteerd en keerde Ringo terug. Vele fans reageerden hierop met teleurstelling en lieten dit blijken door brieven en telegrammen.
Op 14 juni keerde Ringo terug op het podium tijdens een concert in Melbourne, Australië. De volgende dag werd Nicol, die speelde in Sydney en Adelaide, door Brian Epstein naar het vliegveld gebracht en vloog terug naar Engeland. Later werd gezegd dat hij 500 pond en een gouden horloge als aandenken had gekregen.
Er wordt gezegd dat de zin "It's getting better" ("het gaat steeds beter") uit het nummer Getting Better (op het Sgt. Pepper's Lonely Hearts Club Band album) was geïnspireerd op Nicols standaardantwoord op de vraag hoe het met hem ging gedurende zijn periode bij de band.

## Andere kandidaten
Andere mensen die worden genoemd (door anderen of door zichzelf) als "Vijfde Beatle" zijn:
- Brian Epstein: manager van de band tot zijn dood in 1967. In een interview in de jaren negentig noemde George Martin hem "de Vijfde Beatle, als er ooit een was" ("He's the fifth Beatle, if there ever was one");
- Neil Aspinall: zat samen met Paul McCartney en George Harrison op de middelbare school in Liverpool en was zakelijk adviseur, assistent, roadmanager en persoonlijke vriend van de vier. The Beatles noemden hem ooit zelf als vijfde bandlid.
- Alf Bicknell: chauffeur, roadie en vriend. Hij bracht een dvd uit getiteld The Beatles Diary, waarin hij verhalen over zijn ervaringen met The Beatles vertelt;
- Mal Evans: roadie, assistent en vriend. Hij speelde Hammondorgel op "You Won't See Me" en 'aambeeld' op "Maxwell's Silver Hammer".

Verschillende musici zijn te horen op Beatles-nummers en kunnen daarom aanspraak maken op de titel "De Vijfde Beatle" voor een of meer nummers:
- Eric Clapton: speelde gitaar op "While My Guitar Gently Weeps" en schreef daarvan de solo;
- Klaus Voormann: goede bekende van The Beatles sinds de "Hamburg-periode" in het begin van de jaren zestig. Hij ontwierp in 1966 de hoes van het Revolver album. Daarnaast speelde hij basgitaar op vele singles en albums die John, George en Ringo uitbrachten na het uiteenvallen van de band in het begin van de jaren zeventig. Enige tijd, gedurende de jaren zeventig, gingen geruchten rond dat hij Paul zou gaan vervangen in een nieuwe band, mogelijk met daarbij Billy Preston. Deze samenstelling wordt wel "The Ladders" genoemd;
- Jeff Lynne: produceerde en speelde gitaar op "Free as a Bird" en "Real Love" - singles die pas in de jaren negentig met behulp van demo's van Lennon gemaakt werden;
- Tony Sheridan: maakte opnamen met The Beatles voor Polydor in Hamburg. Toentertijd was hij beroemder en waren The Beatles zijn begeleidingsband;
- Yoko Ono: tweede vrouw van John Lennon. Ze droeg bij aan nummers op "The White Album", waaronder "The Continuing Story of Bungalow Bill", "Birthday" (samen met Patti Harrison) en "Revolution 9". Ze was aanwezig bij de meeste opnamesessies vanaf mei 1968 (op aandringen van John) tot het uiteenvallen van de band. Volgens veel fans is zij verantwoordelijk voor, of heeft bijgedragen aan, dat proces. Ze was nadrukkelijk aanwezig tijdens opnamen wat mogelijk andere bandleden irriteerde, gewend als ze waren aan het onderling werken, zonder inmenging van anderen;
- Linda McCartney: Pauls vrouw. Ze leverde achtergrondzang op Let It Be of Hey Jude (zelfs Paul weet niet welke van deze twee);
- Phil Spector: producer van "Let It Be". De opnames in januari 1969 vonden plaats tijdens heftige geschillen tussen de bandleden en de kwaliteit liet nogal wat te wensen over. De Vier wilden zich er niet meer mee bemoeien en de banden kwamen onder beheer van technicus Glyn Johns die als opdracht kreeg er een album van te maken. In mei 1969 kwam Johns met een resultaat dat door The Beatles werd afgekeurd. Spector had al lang pogingen ondernomen om met The Beatles te werken en kreeg in maart 1970 de tapes. Hij gebruikte hierbij zijn beroemde Wall of Sound stijl. Het resultaat heeft het Beatles kamp sindsdien verdeeld in evenveel liefhebbers als haters. "Let It Be" is het enige Beatles album later dat ingrijpend werd herbewerkt en heruitgegeven onder de naam "Let It Be... Naked", waarbij Spectors overdubs grotendeels werden verwijderd;
- Victor Spinetti: waarschijnlijk de enige die aanspraak kan maken op de titel "De Vijfde Beatle" in drie verschillende Beatles-films (A hard day's night, Help! en Magical Mystery Tour).

### Overige minder serieuze claims
Andere bekende personen die "de vijfde Beatle" werden genoemd:
- Murray the K: een New Yorkse diskjockey die door George Harrison voor de grap de "Vijfde Beatle" werd genoemd.
- George Best: populair voetballer in de jaren zestig. Vanwege zijn enorme populariteit, lange haren en uitbundige leefstijl.
- Larry Kane: nieuwspresentator uit Philadelphia die de Beatles vergezelde tijdens hun eerste US tour.
- Dave Hull: radiopersoonlijkheid uit Los Angeles die in de periode 1965-1966 veertien interviews met The Beatles op band opnam. Samen met Bob Eubanks organiseerde hij het Hollywood Bowl concert in 1966.
- Ed Rudy: de enige Amerikaanse nieuwspresentator die The Beatles vergezelde gedurende de gehele eerste Amerikaanse tournee.
- William Campbell: volgens de "Paul is dead"-theorie de vervanger van Paul McCartney; zoals in de intro voor With a Little Help From My Friends wordt geannonceerd "The one and only Billy's here (Billy Shears)".

## "De Vijfde Beatle" in de popcultuur
- Manager Brian Epstein: vaak de "Vijfde Beatle" genoemd (zie boven), was inspiratiebron voor de film "The Fifth Beatle" die binnenkort uitkomt.
- Muhammad Ali, eerder bekend als Cassius Clay: werd wel de "Vijfde Beatle" genoemd vanwege zijn effect op samenleving en cultuur;
- Charles Manson: geloofde zelf dat hij de "Vijfde Beatle" was. Manson geloofde dat in het negende hoofdstuk van het Bijbelboek "Openbaringen" stond dat The Beatles" vier engelen waren. In het hoofdstuk werd verder gezegd dat de vier een vijfde engel zouden roepen die de sleutel tot een bodemloze put zou bezitten. Manson dacht dat hij die sleutel had en voor hem was dit voldoende bewijs.
- Eddie Murphy: speelde in 1983 in een sketch van Saturday Night Live de rol van "Clarence", een saxofonist die beweerde de Vijfde Beatle te zijn. Hij beweerde uit de band te zijn gezet door John en Paul omdat zij de eer voor zichzelf wilden. Als "bewijs" liet Clarence een paar opnamen van valse saxofoonsolo's en achtergrondzang dat onhandig over bestaande Beatles-nummers was gespeeld en een paar -duidelijk vervalste- foto's met Clarence te midden van The Beatles. De gastheer van de show, gespeeld door Joe Piscopo, geloofde er duidelijk niets van en verlangde naar meer bewijzen. Hierop kwam "Clarence" met een opname van een achterwaarts gespeeld Beatles liedje waarin twee, met een Liverpools accent sprekende, mannen te horen waren die zeiden "He Paul, laten we Clarence uit de band zetten en er zelf met al zijn goede ideeën vandoor gaan" ("Hey Paul, let's get rid of Clarence and steal all of his good ideas!"). Tijdens een andere Saturday Night Live[1] in 1988 speelde Albert Goldman de vijfde Beatle.
- In een aflevering getiteld "Lisa the Vegetarian" van The Simpsons kwamen Paul en Linda McCartney voor in een scène waarin Apu Nahasapeemapetilon beweerde de Vijfde Beatle te zijn (alhoewel hij het woord verkeerd uitsprak als "Bee-at-el" (rijmend op Seattle, dezelfde uitspraak die wordt gehanteerd door de Oosterse cultus in de film Help!) en spreekt hij de tekst van "Sgt. Peppers Lonely Hearts Club Band" verkeerd uit als: I'm Sgt. Peppers Lonely Hearts Club man, I hope I will enjoy my show!). Waarop Paul reageert door met de ogen te rollen en te zeggen "Natuurlijk was je dat, Apu".
- In een aflevering van de BBC comedy-serie Fist of Fun kwam een speciale gast voor (gespeeld door Kevin Eldon) die beweerde de Tiende Beatle te zijn. Gebaseerd op zijn bewering dat er maar vijf mensen waren met een betere claim dan hijzelf. Het feit dat hij in 1971 was geboren bleek geen probleem voor hem te zijn gezien zijn opmerking "als ik twintig jaar eerder was geboren had ik de Vijfde Beatle kunnen zijn" ("If I had been born twenty years earlier, I could have been the fifth Beatle!").

## Trivia
Pete Best, die de band voor 1963 verliet, voordat The Beatles beroemd werden, had geen deel aan het succes. Toen echter omstreeks 1995 de Anthology-platen werden uitgebracht, met veel oude opnames, ontving deze Beatle alsnog royalty's.